# South Wayne
South Wayne – wieś w Stanach Zjednoczonych, w stanie Wisconsin, w hrabstwie Lafayette.